# Carl Erdmann Heine

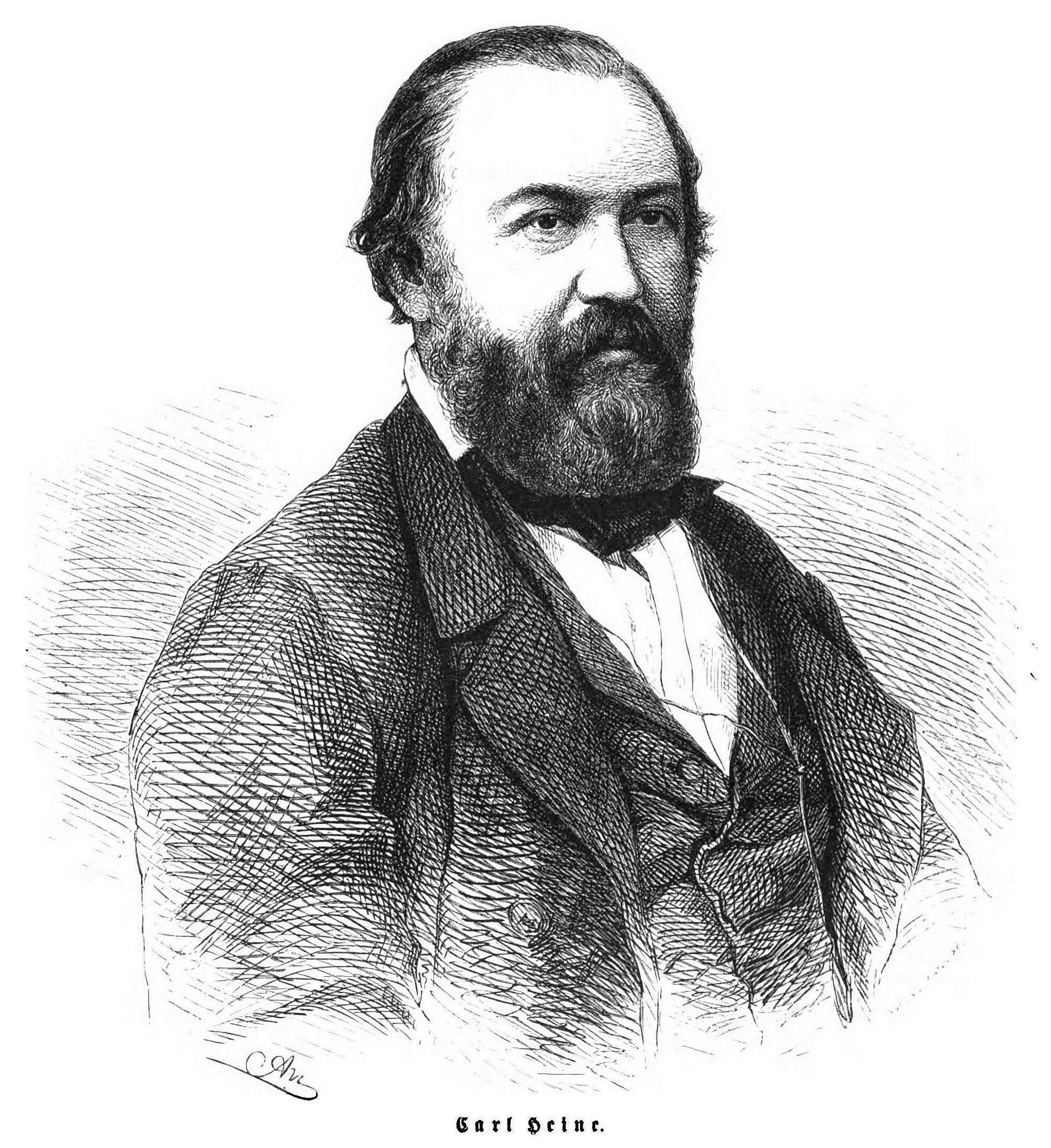
Carl Heine in der Gartenlaube (1864)

Ernst Carl Erdmann Heine (häufig Carl Heine und in Namensverbindungen auch Karl Heine, * 10. Januar 1819 in Leipzig; † 25. August 1888 in Schleußig) war ein sächsischer Gutsherr, Rechtsanwalt, Unternehmer und liberaler Politiker (Deutsche Fortschrittspartei). Er war Abgeordneter im Sächsischen Landtag und im Reichstag. Als Industriepionier ließ er den heutigen Karl-Heine-Kanal anlegen und prägte das Gesicht der Leipziger Inneren Westvorstadt und von Plagwitz.

## Leben

### Herkunft, Bildung, Familie

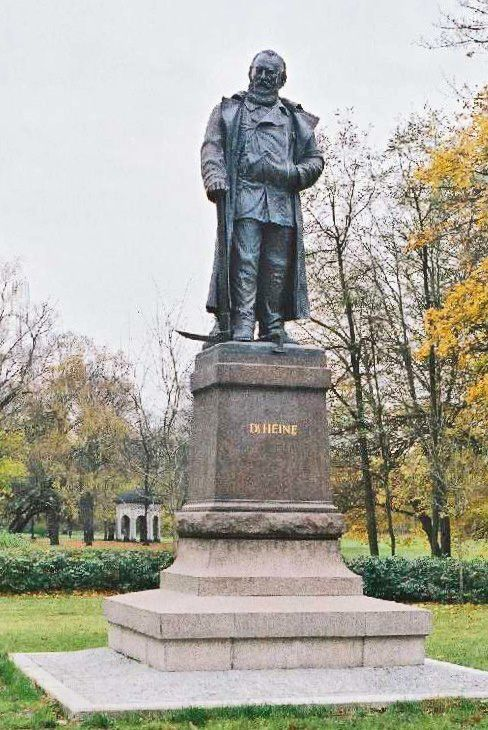
Karl-Heine-Denkmal im Leipziger Clara-Zetkin-Park neben der Klingerbrücke (2004)

Carl Heine wurde 1819 als Sohn des gebürtigen Braunschweiger Kaufmanns und späteren Besitzers des Ritterguts Neuscherbitz, Johann Carl Friedrich Heine (1771–1843), und dessen Gattin Christiana Dorothea, geborene Reichel (1781–1857), in Leipzig geboren. Sein Großvater war der Leipziger Kaufmann Erdmann Traugott Reichel. Kurz nach seiner Geburt wurde Heine in der Thomaskirche evangelisch-lutherisch getauft. Er lernte von 1833 bis 1837 an der Thomasschule zu Leipzig unter den Rektoren Friedrich Wilhelm Ehrenfried Rost und Johann Gottfried Stallbaum.
Danach studierte er Rechtswissenschaften an der Universität Leipzig, wo er ab 1838 Mitglied der Studentenverbindung Corps Saxonia Leipzig war. Zusätzlich interessierte er sich für mathematische und volkswirtschaftliche Zusammenhänge. 1842 erwarb er den Baccalaureus Juris.
Im Jahr seines Abschlusses trat er in die Leipziger Kommunalgarde ein und erreichte den Dienstgrad eines Hauptmanns.
Er wurde 1843 mit einer Dissertation (Titel: De principiis iuris in usu fluviorum adhibendis) über die wirtschaftliche Nutzung von Wasserwegen und deren Ufer nach sächsischem Landesrecht zum Dr. jur. promoviert. Er verteidigte seine Arbeit vor Professor Gustav Ludwig Theodor Marezoll (1794–1873). Im Anschluss ließ er sich in Leipzig als Rechtsanwalt nieder.
Im gleichen Jahr am 10. September heiratete er Doris Trinius (1824–1858) in Leipzig, die Tochter des Leipziger Kaufmanns Bernhard Trinius. Das Paar hatte einen Sohn und zwei Töchter. Die Tochter Eugenie heiratete den Großkaufmann Heinrich Georg Schomburgk (1843–1928), der von 1902 bis 1928 die Leipziger Westend-Baugesellschaft leitete. 1858 starb Heines Ehefrau Doris. 1868 heiratete er Friederike Bamberg (1839–1919), die Tochter eines Schuhmachermeisters aus Eckartsberga. 1874 bezog das Paar die neu errichtete Villa in Neuschleußig (Karl-Heine-Villa, Könneritzstraße 1), wo Heine bis zu seinem Tode lebte.
Carl Heine war seit 1854 Mitglied der Leipziger Freimaurerloge Apollo. Er war befreundet mit dem Lindenauer Arzt und Politiker Ferdinand Goetz, der 1897 eine Biographie über ihn veröffentlichte.

### Entwicklung von Innerer Westvorstadt und Plagwitz

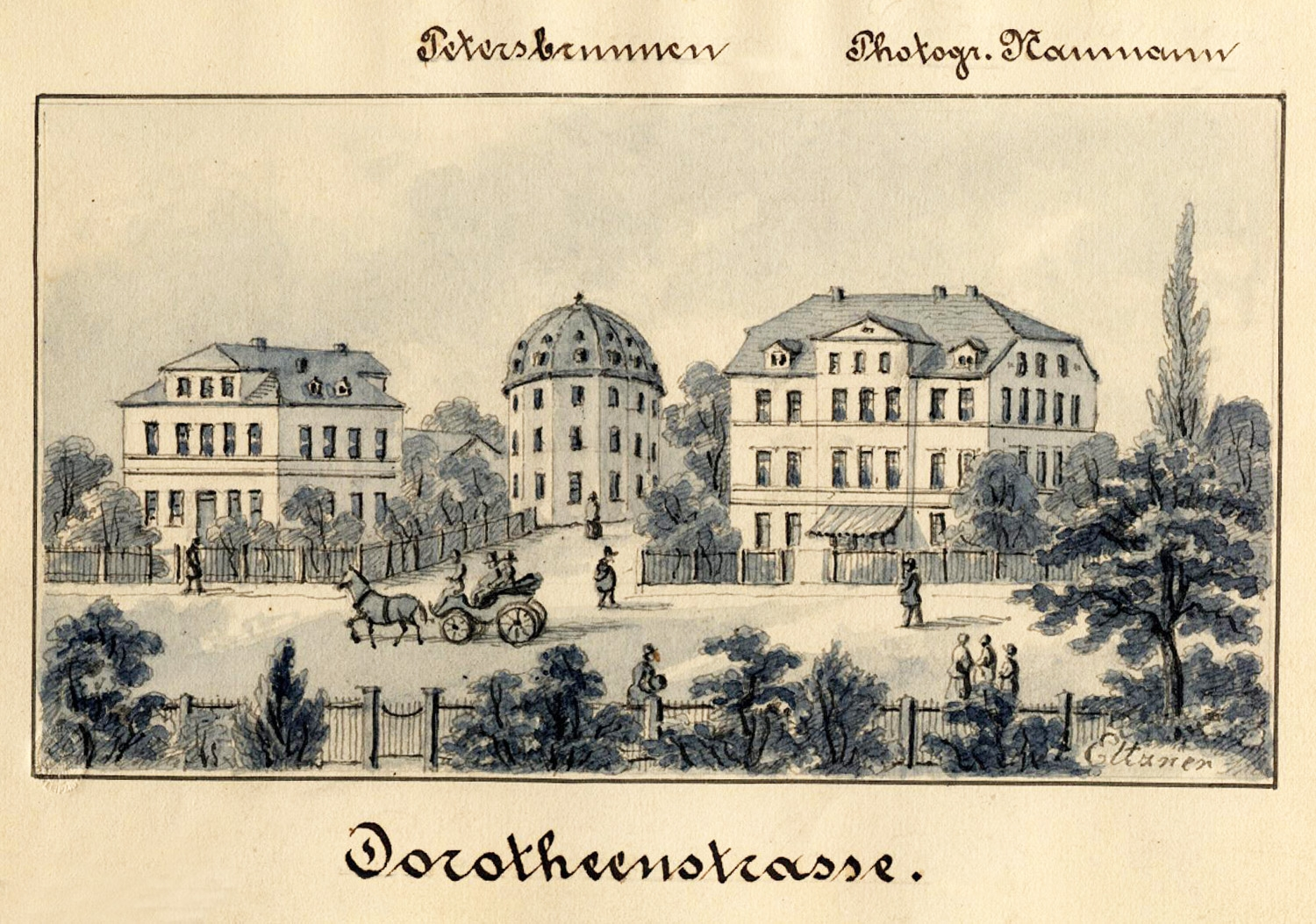
Dorotheenstraße in Reichels Garten, um 1860

1842 übertrug ihm die Mutter eine Generalvollmacht für Reichels Garten (früher Apels Garten). Nach dem Tode seines Großvaters Reichel kaufte Carl Heine die Anteile der anderen Erben an dem Anwesen, ließ diesen parzellieren und ab der Mitte des 19. Jahrhunderts schrittweise bebauen. So entstand das „Kolonnadenviertel“ der heutigen Inneren Westvorstadt. Von seinem Vater, der 1843 verstarb, erbte er das Rittergut in Gundorf bei Leipzig. Ab 1844 begann er das versumpfte Gelände entlang der Pleiße trockenzulegen, zu erschließen und baute hier Mietshäuser. In den folgenden Jahren förderte er die Bebauungs-, Bahnerschließungs- und Kanalisationspläne im Bereich Leipzig West. Im Jahr 1854 dehnte Heine seinen Grundbesitz auch in die Gemeinde Plagwitz aus.

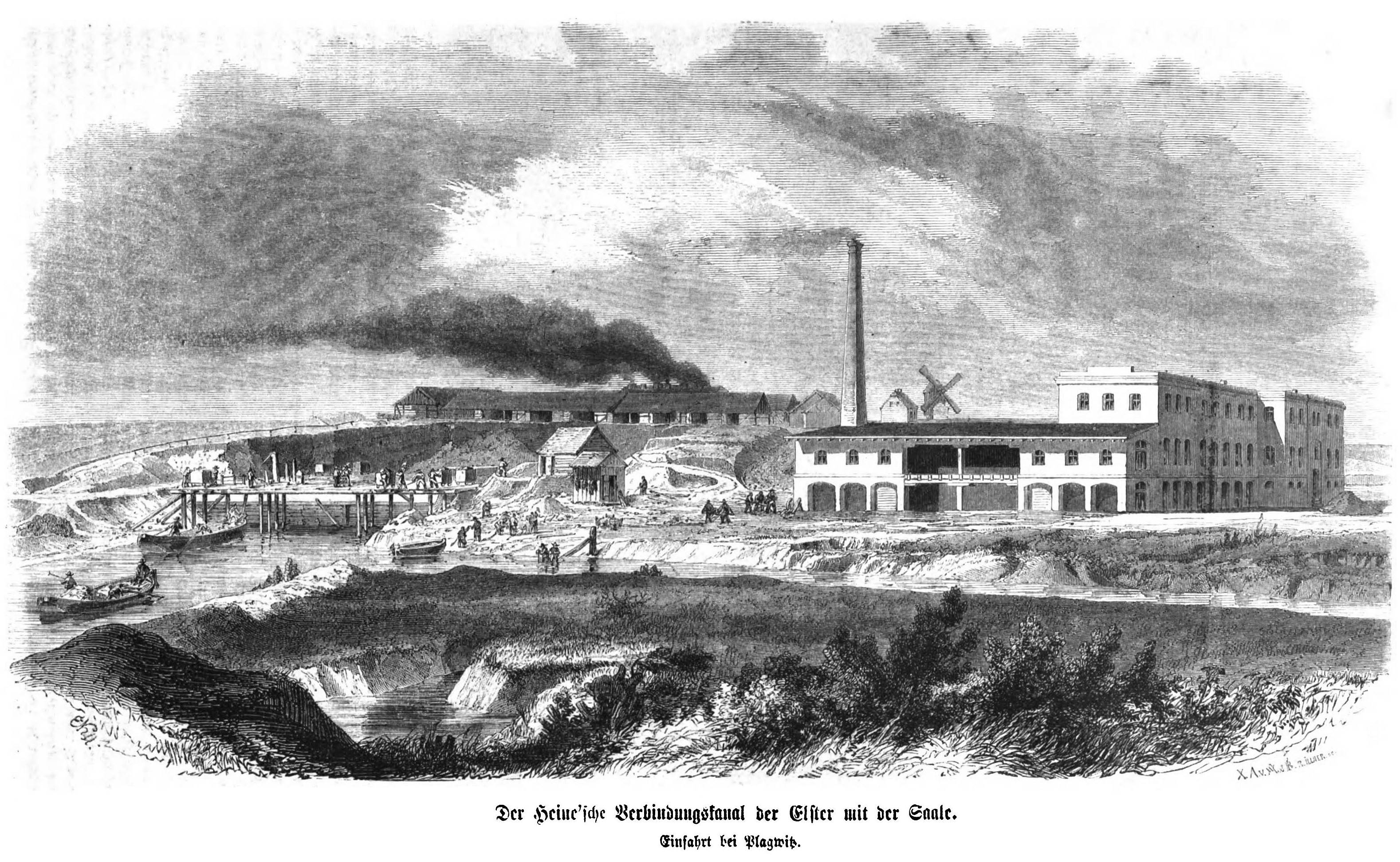
Der Heine’sche Verbindungskanal der Elster mit der Saale. Einfahrt bei Plagwitz. In der Gartenlaube, 1856

Im Jahr 1856 begann er in Plagwitz mit dem Bau des ersten Teilstücks eines die Weiße Elster mit der Saale schiffbar verbindenden Kanals, das heute seinen Namen trägt (Karl-Heine-Kanal). Mit dem Aushub des Kanalbaus wurde die spätere Westvorstadt trockengelegt. Zum Transport der anfallenden Erdmassen nutzte er von Hand oder mit Pferden bewegte hölzerne Loren auf Feldbahngleisen mit einer Spurweite von 2½ sächs. Fuß (798,5 mm). Die Reste der Bahn stehen als Technisches Denkmal „Alte Lindenauer Kiesbahn“ unter Denkmalschutz und werden vom Verein Museumsfeldbahn Leipzig-Lindenau (MFLL) e. V. betreut.
Ab 1853 nutzte er den Dampfüberschuss einer Großwäscherei zur Gewinnung von ätherischen Ölen aus Fenchelsamen, Kümmel, Krauseminze und anderen in der Nähe von Leipzig wachsenden und angebauten Pflanzen. Zur Umsetzung weiterer Bebauungs- und Industrialisierungspläne in Plagwitz gründete Carl Heine im Jahr 1858 eine „Öconomie“. Im Folgejahr 1859 gründete er in Leipzig zusammen mit Otto Steche, Bruder des Kunsthistorikers Richard Steche, unter dem Namen Heine & Co. ein Unternehmen zur „Destillation von ätherischen Ölen aus einheimischen Pflanzen (…) sowie zur Herstellung von Essenzen für die Spirituosen- und Süßwarenindustrie“. Sie spezialisierten sich auf die synthetische Gewinnung von Senföl. Die Firma Heine & Co. realisierte 1875 den Übergang von der bisherig empirischen zur gezielten wissenschaftlichen Arbeit in ihrem Fachbereich. Dabei gelang ihr ab Ende des Jahres der Schritt zur synthetischen Gewinnung von Senföl. In den Folgejahren wurde die Palette erweitert, indem sie sich auch der Destillation von Drogen und Hölzern aus Übersee zuwandte. Hier leistete sie einen großen Beitrag zur wissenschaftlichen Aufklärung der chemischen Zusammensetzung natürlicher ätherischer Öle. Das ging bis hin zu erfolgreichen Schritten bei der synthetischen Herstellung von Riechstoffen als Grundlage für die Parfümproduktion.
Um die Westvorstadt mit der Gemeinde Plagwitz zu verbinden, ließ Carl Heine südlich, parallel zur alten Landstraße von Leipzig nach Lindenau, die Plagwitzer Straße (heute zur Käthe-Kollwitz-Straße) und, gegen den Widerstand des Leipziger Rates, die Plagwitzer Brücke anlegen, die den Anschluss an die Leipziger Straße in Plagwitz (heute zur Karl-Heine-Straße) herstellte.
Ab 1873 ließ Heine in Plagwitz auf Grundlage eines Gleisanschlussvertrages vom preußischen Zeitzer Bahnhof aus insgesamt 37 Industrieanschlüsse legen und drei öffentliche Ladestellen für Firmen ohne Gleisanschluss bauen. Die Anschlüsse und Ladestellen waren mit 15 Industrie- und Verbindungsbahnen an den Zeitzer Bahnhof angebunden. Er schaffte damit die Voraussetzungen für die Neuansiedlung von Industriebetrieben, die durch die direkte Bahnanbindung mit günstigeren Transportkosten kalkulieren und somit billiger produzieren konnten.
Im Jahr 1876 wurde ein Bebauungsplan genehmigt, in dem der Carl Heine gehörende, bisher aus Wiesen und Feldern bestehende nördliche Teil von Schleußig („Neuschleußig“) gemeinsam mit dem Bernhard Hüffer gehörenden, ebenfalls noch weitgehend unbebauten Gutsbezirk Schleußig zur gemeinsamen stadtähnlichen Bebauung mit Wohnhäusern vorgesehen war.
Am 24. Mai 1888 gründete Heine die Leipziger Westend-Baugesellschaft AG, in die er seinen Grundbesitz (Öconomie) einbrachte und die seine Projekte auch nach seinem Tode erfolgreich fortsetzte.

### Politik
Von 1870 bis zu seinem Tod gehörte Carl Heine der Zweiten Kammer des Sächsischen Landtages an. Er kandidierte von 1869 bis 1881 im 23. ländlichen Wahlkreis für die Fortschrittspartei, bis er 1881 gegen den Sozialdemokraten August Bebel verlor. Danach trat er für die Konservativen im 3. städtischen Wahlkreis, zuletzt 1887 gegen Wilhelm Liebknecht an. Er befasste sich intensiv mit der Sozialen Frage, wofür er von Liebknecht hochgeschätzt wurde. 1878 lehnte er bereits die Sozialistengesetze des Reichstags ab. Außerdem war er ein Befürworter der Vermögenssteuer.
In der zweiten Wahlperiode 1874 bis 1877 war er für die Deutsche Fortschrittspartei im 13. sächsischen Wahlkreis Reichstagsabgeordneter. Die meisten Mitglieder waren Handwerker, Kaufleute, Gutsbesitzer und Fabrikanten. Zunächst erreichte der Sozialdemokrat Johann Jacoby die Mehrheit der Stimmen, nahm die Wahl aber nicht an. Bei der erneuten Abstimmung konnte sich Heine mit den Stimmen der Nationalliberalen und Konservativen gegen den SPD-Kontrahenten Wilhelm Bracke durchsetzen. 1874 stimmte er gegen das Impfgesetz. Außerdem lehnte er das 1875 beschlossene Reichsbankgesetz aus volkswirtschaftlichen Gesichtspunkten ab. Seine Kandidaturen 1878 und 1884 blieben erfolglos. Außerdem war er Mitglied im Leipziger Stadtrat.

### Lebensende
Kurz vor seinem Tod äußerte er sich zu seinem prägendsten Einfluss:

„Ich habe als junger Mann an der Seite List’s gesessen und habe von diesem Manne das Bild des Eisenbahnwesens gesehen, welches er über Deutschland entworfen hatte […] Darauf gründen sich meine Überzeugungen“

Er starb am 25. August 1888 im Alter von 69 Jahren in Leipzig und wurde im Erbbegräbnis der Familie Heine in der II. Abteilung (Nr. 88) auf dem Neuen Johannisfriedhof beerdigt. Dort ruhen auch dessen Eltern und seine beiden Ehefrauen.

## Nachwirkung und Ehrungen
Unter der Leitung von Otto Steche, seinen Söhnen und dem Schwager Thomas Habenicht entwickelte sich die Firma Heine & Co. auch nach der Jahrhundertwende erfolgreich weiter. 1911 wurde sie in eine Aktiengesellschaft umgewandelt und ging den Weg eines stabilen Weltunternehmens.

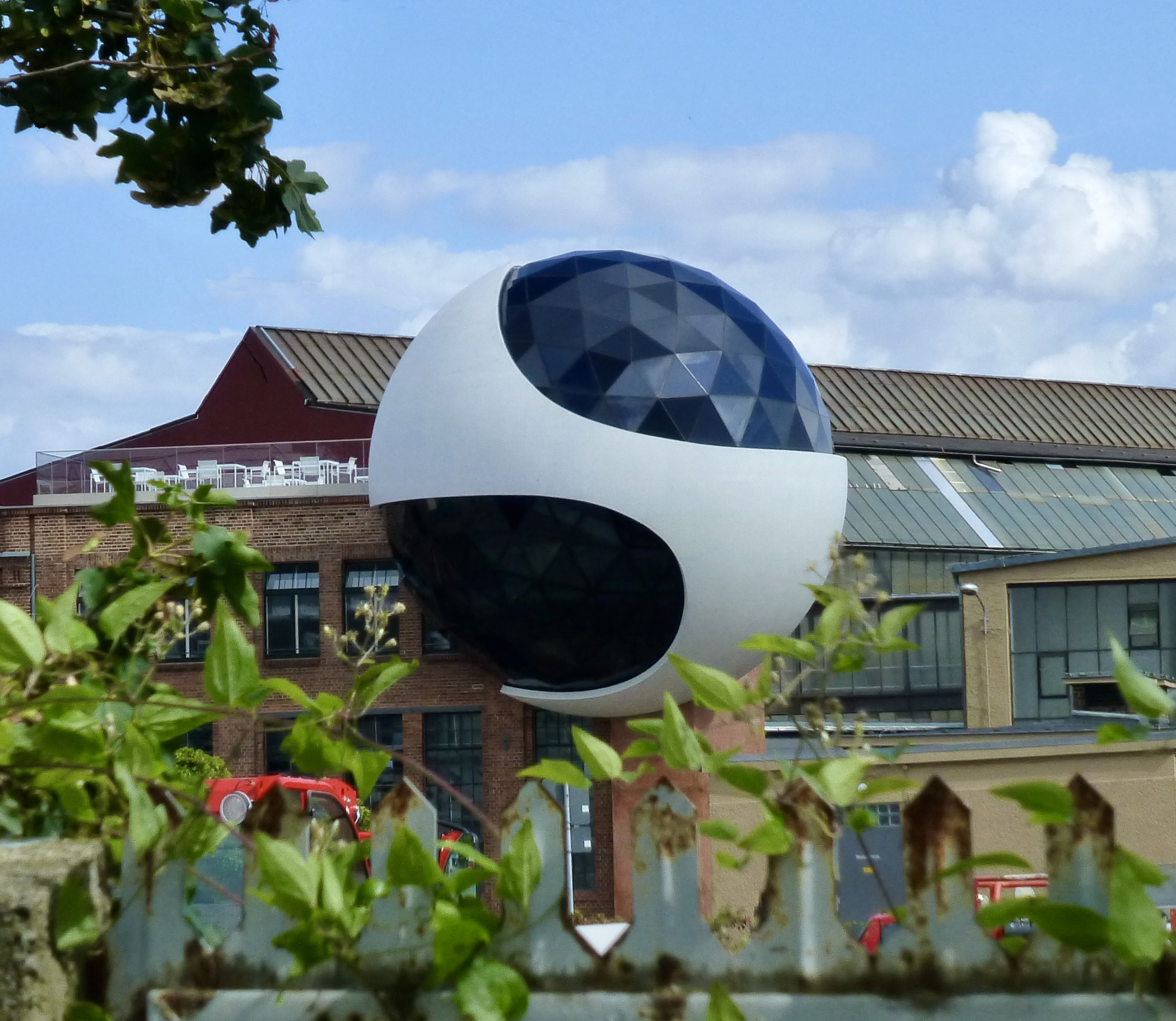
Die Niemeyer-Kugel der Kirow-Werke Leipzig, Fertigstellung 2020

Die Stadt Leipzig ehrte Carl Heine im Jahr 1897 mit einem Denkmal das im Zweiten Weltkrieg eingeschmolzen und 2001 neu gegossen wurde.
Nach Heine wurden mehrere Straßen und ein Platz benannt (u. a. Erdmannstraße, 1891 Karl-Heine-Straße, 1904 Karl-Heine-Platz). Außerdem ist in Leipzig der Karl-Heine-Kanal nach ihm benannt, der ursprünglich ein Projekt Heines war.
Im Jahr 2003 erhielt ein Leipziger Berufliches Schulzentrum den Namen Karl-Heine-Schule (ehemals BSZ 3 für Metallbau). Es befindet sich in dem Teil der Merseburger Straße, der von 1877 bis 1893 nach ihm Heinestraße benannt war.
Seit 2018 wird jährlich der Karl-Heine-Preis verliehen. Gefördert werden bedeutsame Projekte der Industrie, insbesondere der Industriekultur, die den Ort beleben. 2020 ging der Preis an den Unternehmer und Bauherrn Ludwig Koehne der Kirow-Werke für die Umsetzung des Entwurfs von Oscar Niemeyer, einer Kugel aus Beton und Glas, in der Niemeyerstraße 2–5, zur Nutzung als Café und Restaurant.